# Renato Mori
Renato Pietro Mori (n. 29 mai 1935, Milano, Regatul Italiei – d. 22 august 2014, Roma, Italia) a fost un actor și actor de voce italian, cunoscut mai ales ca interpret al vicecomisarului Giuseppe Altero în primele două părți ale miniserialului TV Caracatița (1984-1986).

## Biografie
Născut în Milano, Mori și-a început cariera în anii 1950, apărând în mai multe seriale de televiziune și jucând pe scena teatrelor. Începând din anii 1970 a interpretat de mai multe ori roluri de inspectori și comisari de poliție în filme polițiste și în seriale TV, printre care Il marsigliese și Caracatița.
Mori a fost, de asemenea, foarte activ ca actor de voce și s-a numărat printre cofondatorii Sefit, cea mai mare companie italiană de dublaj de voce. El a dublat în limba italiană vocile actorilor americani Gene Hackman și Morgan Freeman. Fiul lui, Simone, este, de asemenea, actor de voce.

## Moartea
Mori a murit pe 22 august 2014, la vârsta de 79 de ani, în urma unei boli îndelungate care-l forțase să-și încheie cariera în 2011.

## Filmografie pațială
- Sword of the Conqueror (1961)
- Uno dei tre (1972)
- E cominciò il viaggio nella vertigine (1974) - Lepa
- Bruciati da cocente passione (1976)
- Free Hand for a Tough Cop (1976)
- Lobster for Breakfast (1979) - sommelierul
- Assassinio sul Tevere (1979) - comisarul Galbiati
- I Hate Blondes (1980) - agentul literar
- Delitti, amore e gelosia (1982)
- Pizza Connection (1985) - comisarul Giovanni Astarita
- Voyage à Rome (1992) - Le contrôleur (necreditat)
- Power and Lovers (1994) - Turi
- Banditi (1995) - Karl

## Legături externe
- Renato Mori la Internet Movie Database